# Tatjana Šimić
Tatjana Šimić (9. lipnja 1963., Zagreb) je nizozemsko-hrvatska glumica, pjevačica i model. Najviše se proslavila ulogom Kees Flodder u hvaljenom nizozemskom filmu Obitelj Flodder.

## Vanjske poveznice
- Tatjana Šimić u internetskoj bazi filmova IMDb-u (engl.)